# 延吉中路駅
延吉中路駅（えんきつちゅうろえき）は上海市楊浦区延吉中路に位置する上海地下鉄8号線の駅である。

## 駅構造
- 島式ホーム1面2線の地下駅。ホームドア設置駅。出口は7箇所ある。

## 歴史
- 2007年12月29日 - 開業。

## 交通
バスは28、60、103、103区間、115、137、145、515、522、577、812、813、841、863、868、874、934、大橋五線で乗れる。

## 隣の駅
上海地下鉄
■8号線
黄興公園駅 - 延吉中路駅 - 黄興路駅